# كارلتون هنت
كارلتون هنت (بالإنجليزية: Carleton Hunt)‏ هو محامي وسياسي أمريكي، ولد في 1836 بنيو أورلينز في الولايات المتحدة، وتوفي بنفس المكان في 14 أغسطس 1921. حزبياً، نشط في الحزب الديمقراطي. انتخب عضو مجلس النواب الأمريكي.